# Pyrilia haematotis
El lorito encapuchado, loro cabeza oscura o  loro marrón encapuchado (Pyrilia haematotis) es una especie de ave de la familia de los loros (Psittacidae). Es residente desde la parte sudeste de México hasta el noroeste de Colombia. Hasta hace poco tiempo, era colocado en el género Pionopsitta, que ahora se restringe al tipo especie, Pionopsitta pileata (lorito carirrojo). A veces se considera conespecífico con Pyrilia pulchra (loro cara rosada).

## Hábitat
Se encuentra en tierras bajas y en colinas, hasta a 1600 m s. n. m., en las copas de los árboles, y en las cubiertas selváticas adyacentes.

## Descripción
El loro marrón encapuchado mide 21 cm de largo y pesa 165 g. El adulto tiene la cabeza y el cuello de color marrón; la cara es más oscura, especialmente en los machos, y el oído es rojizo. El resto del cuerpo es verde, con un tono oliva en el pecho. La parte externa de las alas es azul y con guarniciones rojas que se notan bien cuando vuelan; la cola tiene lados rojizos. Los ojos y el pico son pálidos. Los individuos más jóvenes son similares a los adultos, pero más pálidos, más apagados y sin rojo en la cabeza.

## Alimentación
Se alimenta en pares o en pequeños grupos de hasta 15 individuos, de diversas semillas y frutas, incluyendo los higos de los árboles, y de epifitas. Puede ser difícil verlo cuando se alimenta, puesto que es de movimiento lento, generalmente silencioso, y se mantiene en la copa de los árboles.

## Conducta
Su llamada del vuelo es el kereek del balanceo, y cuando está encaramado tiene una variedad de gorjeos y de chirridos sociales. Los huevos, de color blanco, son puestos en un nido sin cubierta, generalmente en el agujero de un árbol.

## Situación
Esta especie ha sido gravemente afectada por la tala de árboles.